# Giannis Zaradoukas
Giannis Zaradoukas (Grieks: Γιάννης Ζαραδούκας; Athene, 12 december 1985) is een Grieks voormalig voetballer die doorgaans speelde als linksback. Tussen 2007 en 2021 was hij actief voor Panathinaikos, Panserraikos, Ethnikos Piraeus, Olympiakos Volos, Olympiakos Piraeus, PAS Giannina, Aris Saloniki, Asteras Tripoli, Platanias, Skoda Xanthi, PAE Kerkyra, Levadiakos, GS Marko en AO Koropi. Zaradoukas maakte in 2011 zijn debuut in het Grieks voetbalelftal en kwam uiteindelijk tot vier interlandoptredens.

## Clubcarrière
Zaradoukas speelde eerst voor Panathinaikos, dat hem tevens verhuurde aan MGS Panserraikos en Ethnikos Piraeus. In 2009 verkaste hij naar Olympiakos Volos, waar hij een vaste basisspeler werd. Doordat de club in 2011 werd teruggezet vanwege een omkoopschandaal, vertrok hij transfervrij naar Olympiakos Piraeus. Door die club werd hij opnieuw verhuurd, ditmaal aan PAS Giannina en Aris Saloniki. In de tweede helft van 2013 speelde hij voor Asteras Tripoli, wat hij in januari 2014 verliet voor Platanias. Hierna speelde hij één seizoen voor zowel Skoda Xanthi als voor PAE Kerkyra. In de zomer van 2017 verkaste Zaradoukas naar Levadiakos, waar hij zijn handtekening zette onder een verbintenis voor de duur van twee seizoenen. Na één seizoen vertrok hij bij Levadiakos, waarop hij voor GS Marko ging spelen. Een jaar later werd AO Koropi de nieuwe club van Zaradoukas. Medio 2021 besloot Zaradoukas op vijfendertigjarige leeftijd een punt achter zijn actieve loopbaan te zetten.

## Interlandcarrière
Zaradoukas debuteerde op 10 augustus 2011 in het Grieks voetbalelftal. Op die dag werd er met 0–0 gelijkgespeeld tegen Bosnië en Herzegovina. De verdediger moest van bondscoach Fernando Santos op de bank beginnen en hij viel een halfuur voor tijd in voor Nikos Spiropoulos. De andere debutant dit duel was Athanasios Petsos (1. FC Kaiserslautern).
| Interlands van Giannis Zaradoukas voor Griekenland | Interlands van Giannis Zaradoukas voor Griekenland | Interlands van Giannis Zaradoukas voor Griekenland | Interlands van Giannis Zaradoukas voor Griekenland | Interlands van Giannis Zaradoukas voor Griekenland | Interlands van Giannis Zaradoukas voor Griekenland | Interlands van Giannis Zaradoukas voor Griekenland |
| №                                                  | Datum                                              | Wedstrijd                                          | Uitslag                                            | Competitie                                         | Goals                                              |                                                    |
| Als speler bij Olympiakos Volos                    | Als speler bij Olympiakos Volos                    | Als speler bij Olympiakos Volos                    | Als speler bij Olympiakos Volos                    | Als speler bij Olympiakos Volos                    | Als speler bij Olympiakos Volos                    | Als speler bij Olympiakos Volos                    |
| -------------------------------------------------- | -------------------------------------------------- | -------------------------------------------------- | -------------------------------------------------- | -------------------------------------------------- | -------------------------------------------------- | -------------------------------------------------- |
| 1                                                  | 10 augustus 2011                                   | Bosnië en Herzegovina – Griekenland                | 0 – 0                                              | Vriendschappelijk                                  |                                                    |                                                    |
| 2                                                  | 2 september 2011                                   | Israël – Griekenland                               | 0 – 1                                              | EK 2012 kwalificatie                               |                                                    |                                                    |
| 3                                                  | 6 september 2011                                   | Letland – Griekenland                              | 1 – 1                                              | EK 2012 kwalificatie                               |                                                    |                                                    |
| Als speler bij Olympiakos Piraeus                  |                                                    |                                                    |                                                    |                                                    |                                                    |                                                    |
| 4                                                  | 7 oktober 2011                                     | Griekenland – Kroatië                              | 2 – 0                                              | EK 2012 kwalificatie                               |                                                    |                                                    |